# Музей гобеленів Ла Сео

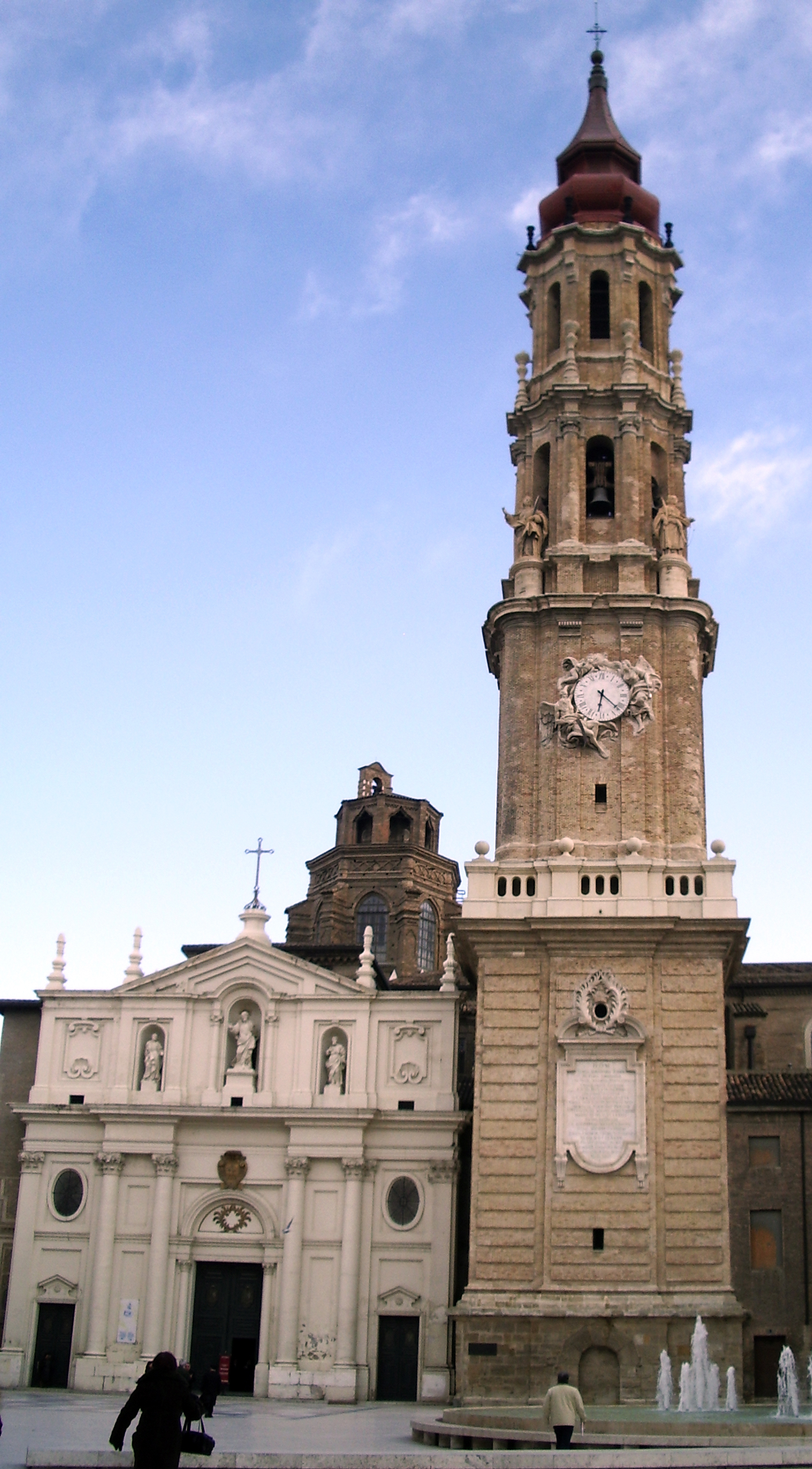
Собор Сан Сальвадор, в різниці якого створено музей.

Музей гобеленів Ла Сео (ісп. Museo de Tapices de La Seo) — музей в різниці катедрального собору Сан Сальвадор в місті Сарагоса, Іспанія. Присвячений мистецтву створення гобеленів. Створений у 1932 році.

## Історія

### Арраси в Іспанії

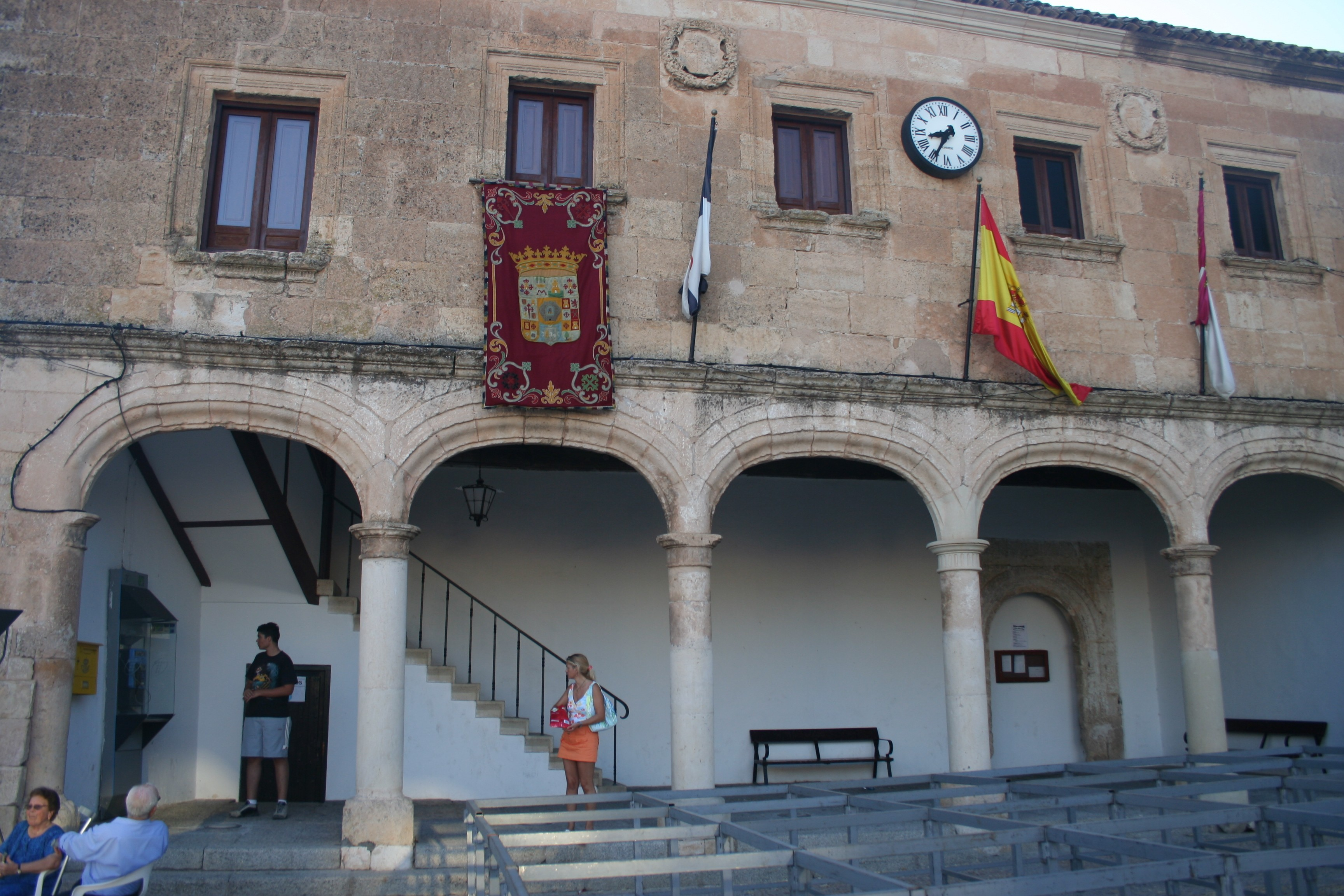
Гербовий аррас на палацовій стіні, місто Аларкон, Куенка

В Іспанії було дещо інше ставлення до аррасів. Часто вони прикрашали не тільки інтер'єри, а й уособлювали також функцію прапора чи позначки власника. Арраси могли вивісити на вежі замість прапора. Їх сюжетами часто були герби лицарів чи дворянських родин. Ними часто прикрашали фасади будівель, вивішували з балконів та вікон під час урочистостей. Арраси досі окраса фасадів будинків під час релігійних та місцевих свят поряд з національними прапорами.
Сюжетні арраси ( релігійної тематики )прикрашали церкви та собори. Їх створювали як в самій Іспанії, так і замовляли в відомих мистецьких центрах Європи — Франції, Фландрії. В Іспанії досі є значні колекції аррасів та гобеленів, якісну колекцію яких має місто Толедо.

### Арраси в Сарагосі
Практика святкового використання аррасів зафіксована в Сарагосі з 15 століття. Протягом декількох століть їх використовували як декоративні оздоби міста під час коронацій, весіль, релігійних свят. Так почала формуватися ця колекція, більша частина якої зосередилась в катедральному соборі міста.

### Музей гобеленів
Музей гобеленів Ла Сео був створений у 1932 році на базі колекції катедрального собору, хоча килими колекції продовжували використовувати під час релігійних свят. Назва музею не зовсім точна, бо музей експонує також
- невелику збірку живопису
- ювелірні вироби
- релігійну скульптуру
- зброю
- текстиль, костюми. Музейна збірка розташована в трьох залах і має фондосховище. Але головне місце в колекції посіла збірка аррасів 15-17 століть майстерень Західної Європи. Музейна збірка  має європейське значення, бо це рідкісні зразки майстерень, часто перші взірці. Музеєм опікується спеціальний фонд, який провів реставрацію 15 аррасів.

Переважають релігійні та біблійні сюжети, серед світських сюжетів - серія «Зодіакальні знаки» ( мануфактури Фландрії, друга половина 16 століття ). Серед аррасів серії -
- Водолій
- Риби
- Овен
- Близнюки
- Лев
- Терези тощо.

- - Релігійні сюжети
- Розп'яття та воскресіння Христа ( майстерня міста Аррас, франція, перша третина 15 ст.)
- Бенкет Артаксеркса
- Естер посіла трон Персії
- Інтриги Амана проти євреїв (майстерня Турне, друга половина 15 ст.)
- Хрещення в річці Йордан (Брюссель, початок 16 ст.)
- Христос воскрешає померлого Лазаря (Фландрія, початок 16 ст.)
- Зустріч Давида з Вірсавією (Фландрія, початок 16 ст. )
- Віднайдення Мойсея в річці Ніл дочкою фараона (Фландрія,друга половина 16 ст.)
- Апофеоз Вакха (гобелен з гербом архієпископа Ернандо де Арагон, 17 ст.) та інші.

### Адреса музею
- Museo de Tapices de la Seo de Zaragoza – Catedral de la Seo

Plaza de La Seo, s/n, 50001-Zaragoza.
Teléfono: 976 200 752
Музей працює з вівторка до неділі, вихідний - понеділок.